# Richtérite
La richtérite est un minéral, silicate de sodium, de calcium et de magnésium appartenant au groupe des amphiboles. Si le fer remplace le magnésium au sein de la structure du minéral, il est appelé ferrorichtérite ; si le fluor remplace l'hydroxyle, il est appelé fluororichtérite. Les cristaux de richtérite sont allongés et prismatiques, ou en agrégats prismatiques à fibreux. La richtérite présente des couleurs variées, allant du brun au brun grisâtre, au jaune, au rouge brunâtre à rose-rouge, ou au vert pale à foncé.
Le minéral a été nommé en 1865 d'après le minéralogiste allemand Hieronimus Theodor Richter (1824–1898).

## Formation et gisements
La richtérite se trouve dans les calcaires métamorphosés thermiquement des zones métamorphiques de contact. On la trouve également comme produit hydrothermal dans les roches ignées mafiques et dans les gisements de minerais riches en manganèse. Les localités comprennent le Mont Saint-Hilaire au Québec, Wilberforce (en) et Tory Hill (en), en Ontario au Canada ; Långban et Pajsberg en Suède ; West Kimberley en Australie-Occidentale ; Sanka en Birmanie ; et, aux USA, à Iron Hill, Colorado ; Leucite Hills, Wyoming ; et à Libby au Montana.